# Wallendorf (Luppe)
Wallendorf (Luppe) este o comună din landul Saxonia-Anhalt, Germania.